# Campionati europei juniores di sci alpino 1972
I Campionati europei juniores di sci alpino 1972, prima edizione della manifestazione organizzata dalla Federazione internazionale sci, si svolsero in Italia, a Madonna di Campiglio; il programma incluse gare di discesa libera, slalom gigante e slalom speciale, sia maschili sia femminili.

## Risultati

### Uomini

#### Discesa libera
| Pos. | Atleta            | Nazione |
| ---- | ----------------- | ------- |
| 1    | Herbert Plank     | Italia  |
| 2    | Uli Spieß         | Austria |
| 3    | Werner Margreiter | Austria |

#### Slalom gigante
| Pos. | Atleta                | Nazione |
| ---- | --------------------- | ------- |
| 1    | Jean-Philippe Barbe   | Francia |
| 2    | Philippe Hardy        | Francia |
| 3    | Andre Arnold          | Austria |
| 3    | Bernard Rossat-Mignod | Francia |

#### Slalom speciale
| Pos. | Atleta            | Nazione        |
| ---- | ----------------- | -------------- |
| 1    | Alois Morgenstern | Austria        |
| 2    | Richard Jany      | Germania Ovest |
| 3    | Ferdinand Lechner | Germania Ovest |

### Donne

#### Discesa libera
| Pos. | Atleta           | Nazione |
| ---- | ---------------- | ------- |
| 1    | Patricia Emonet  | Francia |
| 2    | Fabienne Fléchet | Francia |
| 3    | Paola Hofer      | Italia  |

#### Slalom gigante
| Pos. | Atleta             | Nazione  |
| ---- | ------------------ | -------- |
| 1    | Toril Førland      | Norvegia |
| 2    | Lise-Marie Morerod | Svizzera |
| 3    | Patricia Emonet    | Francia  |

#### Slalom speciale
| Pos. | Atleta          | Nazione  |
| ---- | --------------- | -------- |
| 1    | Patricia Emonet | Francia  |
| 2    | Toril Førland   | Norvegia |
| 3    | Siri Brott      | Norvegia |

## Medagliere per nazioni
| Pos. | Nazione        | Oro | Argento | Bronzo | Totale |
| ---- | -------------- | --- | ------- | ------ | ------ |
| 1    | Francia        | 3   | 2       | 2      | 7      |
| 2    | Austria        | 1   | 1       | 2      | 4      |
| 3    | Norvegia       | 1   | 1       | 1      | 3      |
| 4    | Italia         | 1   | 0       | 1      | 3      |
| 5    | Germania Ovest | 0   | 1       | 1      | 2      |
| 6    | Svizzera       | 0   | 1       | 0      | 1      |